# Powiat Agno
Agno (wł. Circolo di Agno) – powiat w Szwajcarii, w kantonie Ticino, w okręgu Lugano. Siedziba administracyjna powiatu znajduje się w miejscowości Agno. 
Powiat składa się z pięciu gmin (comune) o powierzchni 15,91 km² i o liczbie mieszkańców 9257.

## Gminy
| Nazwa gminy | Powierzchnia km² | Liczba mieszkańców 31 grudnia 2021 |
| ----------- | ---------------- | ---------------------------------- |
| Agno        | 2,49             | 4 396                              |
| Bioggio     | 6,40             | 2 656                              |
| Cademario   | 3,96             | 765                                |
| Muzzano     | 1,55             | 806                                |
| Vernate     | 1,51             | 609                                |

## Zmiany administracyjne
- 4 kwietnia 2004
  - przyłączenie gmin Bosco Luganese i Cimo do gminy Bioggio
- 20 kwietnia 2008
  - przyłączenie gminy Iseo do gminy Bioggio